# Пустинна кула
Пустинната кула (на английски: Desert View Tower) се намира на автомагистрала 8, в близост до Джакумба и Окотийо, в окръг Импириъл, Южна Калифорния.
Тя е на надморска височина 3000 фута, в планината Ин-Ко-Па и е висока 70 фута.
Кулата е строена от 1922 до 1928 г. като крайпътна атракция от Бърт Вон, купувач на недвижими имоти, който притежава Джакумба. В триетажната кула се помещава музей и наблюдателница на най-горното ниво. Магазинът за подаръци в основата на кулата е добавен по-късно, около 1950 г.
Ансамбъл от каменни скулптури, основно на животни, наречен Боулдър Парк, е разположен в съседство с кулата. Те са изваяни в местния камък от М. Т. Радклиф в продължение на 2 години през 1930-те години.
Кулата и паркът със скулптурите са включени в Националния регистър на историческите места на 29 август 1980 г.